# Melito di Porto Salvo
Melicucco (tiếng Hy Lạp: Melikoukos) là một đô thị ở tỉnh Reggio Calabria trong vùng Calabria, Ý, có cự ly khoảng 70 km về phía tây nam của Catanzaro và khoảng 50 km về phía đông bắc của Reggio Calabria. Tại thời điểm ngày 31 tháng 12 năm 2004, đô thị này có dân số 5.024 người và diện tích là 6,4 km².
Đô thị Melicucco có các frazione (đơn vị cấp dưới) San Fili (tiếng Hy Lạp: Aghia Phyli).
Melicucco giáp các đô thị: Anoia, Cittanova, Feroleto della Chiesa, Polistena, Rosarno.